# Валя-Міке (Рошіорі, Бакеу)
Валя-Міке (рум. Valea Mică) — село у повіті Бакеу в Румунії. Входить до складу комуни Рошіорі.
Село розташоване на відстані 265 км на північ від Бухареста, 22 км на північний схід від Бакеу, 60 км на південний захід від Ясс.

## Населення
За даними перепису населення 2002 року у селі проживали 63 особи, усі — румуни. Усі жителі села рідною мовою назвали румунську.